# Lycorina luzae
Lycorina luzae är en stekelart som beskrevs av Ian D. Gauld 1997. Lycorina luzae ingår i släktet Lycorina och familjen brokparasitsteklar. Inga underarter finns listade i Catalogue of Life.